# Parco in memoria delle Vittime Italiane nei Gulag
Il Parco in memoria delle Vittime Italiane nei Gulag, fino al 2005 noto come Parco Valsesia, è un parco della città di Milano.
Sorge nel quartiere Valsesia, nel Municipio 7 di Milano. Un "percorso verde" ciclopedonale lo collega al Parco Annarumma, situato oltre un chilometro più a est, passando dal giardino AIDO che congiunge la via Viterbo con via delle Forze Armate.

## Flora e attrezzature
Le principali specie arboree del parco sono: l'acero riccio, l'acero argentato, l'acero di monte, il campestre e l'americano, l'albero dei tulipani, la betulla pendula, il carpino bianco, cedro dell’Himalaya e un bel filare di cedri dell'Atlante, il bagolaro, l'albero di Giuda, il faggio dei boschi,  il frassino, il liquidambar,  il ginkgo, i pioppi bianco, cipressino e canadese, il ciliegio da fiore, la paulonia, la quercia rossa, il salice, l'olmo, il tiglio selvatico, lo spino di Giuda, sofora giapponese e l'acacia di Costantinopoli, infine, il nocciolo.

## Svago e riposo
Il disegno del parco, molto articolato, è concepito in modo particolare perché le attività ricreative e sportive non interferiscano con le aree di sosta e riposo. Vi sono due "percorsi vita", uno di quattrocento metri a l'altro di ottocento; vi è un'area gioco per i bambini più piccoli, mentre per i più grandi è stato creato uno spazio ludico. Un campo per il basket, uno per la pallavolo e, infine, una pista per la pratica dello skating e uno spazio cintato per i cani di oltre quattromila metri quadrati.

## Note

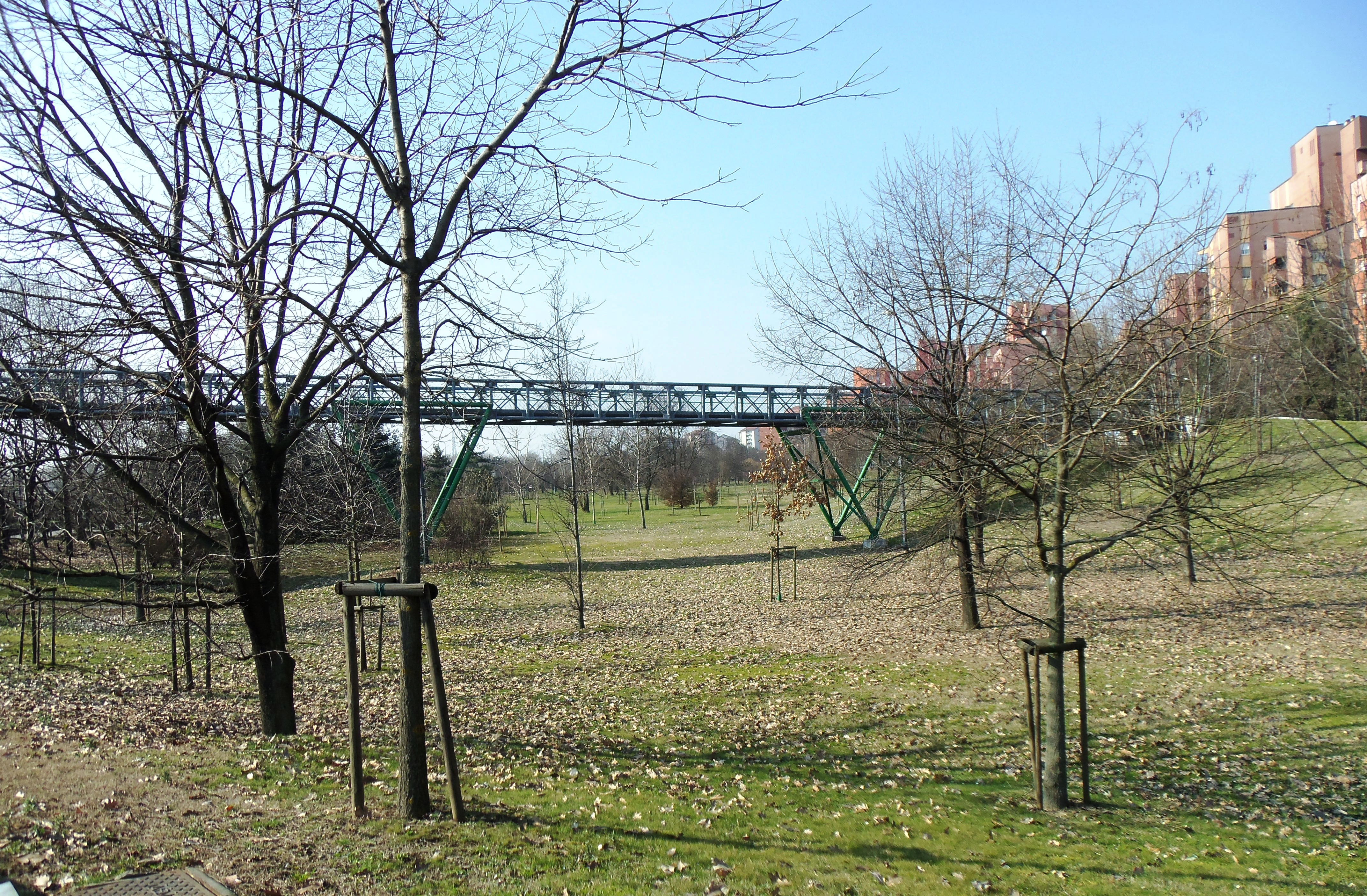
Il ponte ciclopedonale tra le parti nord e sud del parco